# Rudolf II Habsburg
Rudolf II Habsburg (ur. 18 lipca 1552 w Wiedniu, zm. 20 stycznia 1612 w Pradze) – cesarz rzymski, król Czech w latach 1576–1611, król Węgier i Chorwacji (jako Rudolf I)  oraz arcyksiążę Austrii (jako Rudolf V) w latach 1576-1608 z dynastii Habsburgów.
Syn cesarza, króla Czech i Węgier – Maksymiliana II Habsburga i Marii Habsburg (córki cesarza i króla Hiszpanii – Karola V Habsburga oraz Izabeli Aviz).
Od 1563 do 1571 roku przebywał na dworze swojego wuja, Filipa II, króla Hiszpanii. Maksymilian II już w 1572 przeprowadził wybór Rudolfa na króla Węgier, a w 1575 roku na króla Czech. 27 października 1575 roku w Ratyzbonie został vivente imperatore (za życia cesarza, czyli swojego ojca) wybrany na króla Niemiec, co gwarantowało mu dziedziczenie tytułu cesarskiego.

## Panowanie

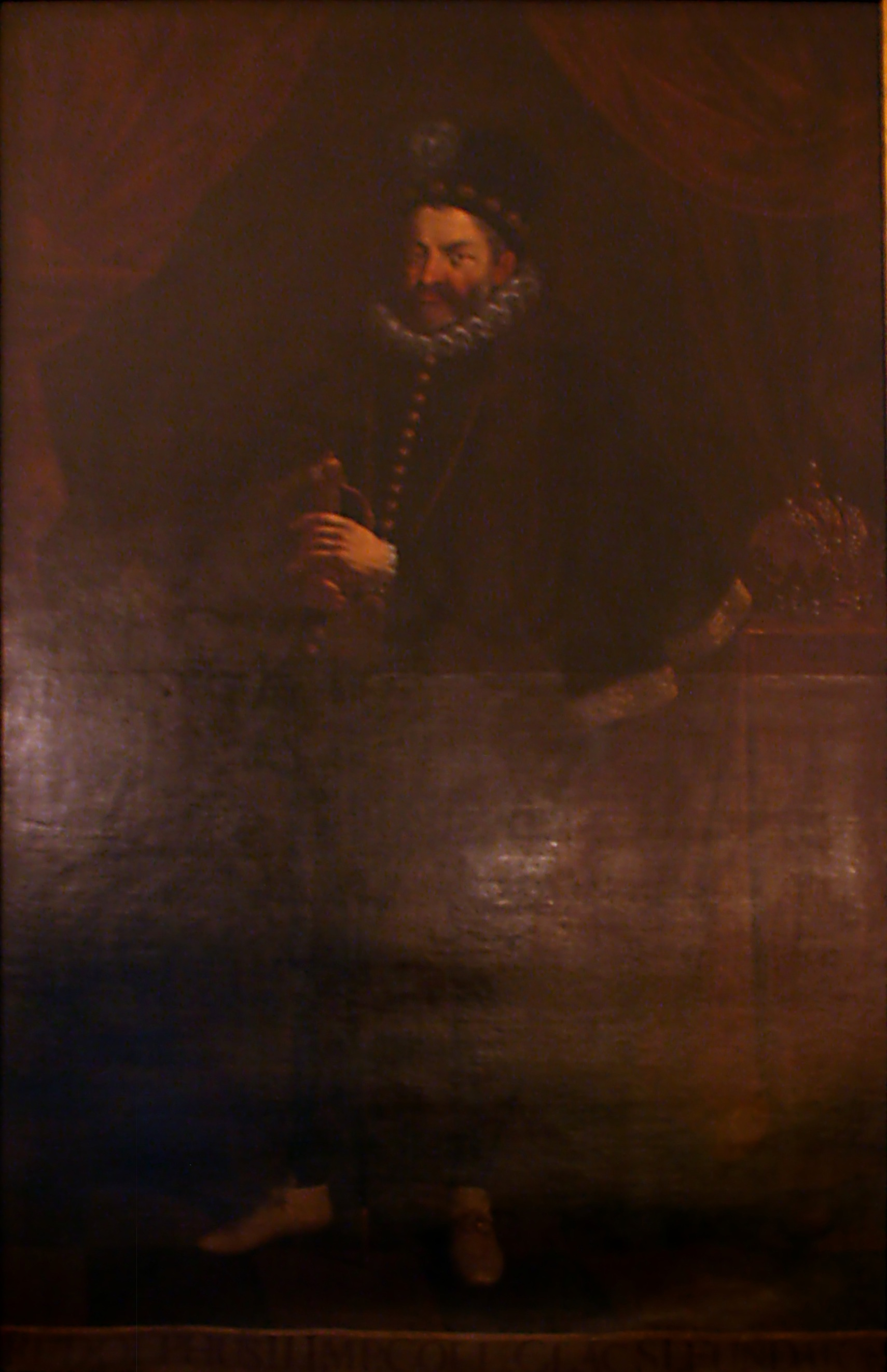
Rudolf II na obrazie w kłodzkim muzeum

W 1593 r., w odpowiedzi na najazd tureckiego beja Serbii na Chorwację, zaprzestał płacenia Imperium Osmańskiemu trybutu z Węgier i rozpoczął III wojnę austriacko-turecką. Początkowo odnosił sukcesy, z czasem stracił kontrolę nad sytuacją. Polityką kontrreformacyjną wywołał na Węgrzech dwa powstania: w 1601 i 1604 roku. Wskutek tego drugiego buntu utracił Siedmiogród, opanowany w czasie walk z Turkami.
Prowadził pertraktacje z królem Polski Zygmuntem III Wazą w sprawie przekazania korony polskiej Habsburgom (Zygmunt liczył na odzyskanie tronu w Szwecji). Opozycja szlachecka w Polsce udaremniła jednak te plany.
Mimo że Rudolf II nie był entuzjastą Kościoła katolickiego, sprzeciwiał się reformacji. Cesarz niechętnym okiem patrzył na jej postępy w Rzeszy i na samowolę książąt niemieckich. Gdy w 1607 roku w Donauwörth doszło do zamieszek na tle religijnym (luteranie napadli katolików), Rudolf ogłosił banicję miasta. Książę Bawarii Maksymilian I, zobowiązany do egzekucji wyroku, opanował miasto i z pomocą jezuitów, drogą represji, pozbył się protestantów. W reakcji na to niemieccy książęta protestanccy zawiązali Unię Ewangelicką, sojusz obronny przeciw katolikom. W 1609 roku zmarł bezdzietnie władca księstw Jülich, Kleve i Bergu w Nadrenii. Rudolf, wbrew prawom dziedziczenia jego krewnych (elektora Brandenburgii i palatyna Neuburga), postanowił przekazać je swojemu sprzymierzeńcowi, elektorowi Saksonii. Konflikt przeciągnął się i zakończył dopiero po śmierci cesarza, który tymi działaniami spowodował eskalację napięcia religijnego w Niemczech.
W latach 1608–1609, obawiając się utraty władzy, wydał akty gwarantujące swobody wyznaniowe protestantom w Czechach i na Śląsku (tzw. List majestatyczny). Przyznawały one wolność kultu religijnego i budowania zborów, a także prawo do wyboru rzeczników społeczności protestanckiej, zwanych defensorami. Nie przestrzegał ich w praktyce, czym przyczynił się do wybuchu wojny trzydziestoletniej.

## Pasje i obłęd

Rudolf II zamówił raz portret, na którym jest złożony z owoców, warzyw i kwiatów.

Rudolf II nigdy nie zawarł małżeństwa i nie doczekał się legalnego następcy, co spowodowane było lękiem przed wypełnieniem się przepowiedni astrologicznej, zgodnie z którą stracić miał tron na rzecz swego prawowitego spadkobiercy (co zresztą rzeczywiście nastąpiło, wobec braku potomstwa jego następcą był bowiem brat Maciej, który doprowadził ostatecznie do usunięcia Rudolfa z tronu).
Cesarz posiadał mimo to liczne potomstwo z nieprawego łoża. Jednym z jego nieślubnych synów był markiz Julius d’Austria, znany jako niezrównoważony psychicznie morderca.  
Rudolf wykazywał pogłębiające się z wiekiem zaburzenia psychiczne spowodowane najprawdopodobniej postępującą, wrodzoną kiłą. Dręczyły go częste stany lękowe oraz obsesje na tle religijnym, w akcie szału dopuścił się nieudanej próby morderstwa, po której usiłował popełnić samobójstwo. Ulegał bardzo silnym wpływom filozofii hermetycznej oraz innych prądów okultystycznych i kabalistycznych. Jego praski dwór stał się oazą dla rozmaitej maści czarowników, alchemików, astrologów i rabinów-kabalistów, w których wiedzę i zdolności cesarz pokładał bezgraniczną ufność.
Rudolfa cechowała bardzo chwiejna postawa wobec Kościoła. W okresach szczególnego nasilenia objawów choroby ostentacyjnie odrzucał wiarę katolicką - deklarując postawę zbliżoną do satanizmu - oddawał się praktykowaniu wiedzy tajemnej. Widok duchownych, których na podstawie przepowiedni posądzał o spiskowanie przeciw niemu i nastawanie na jego życie, budził w nim wówczas paniczny lęk.
Cesarz, oddany swoim zainteresowaniom, mało interesował się sprawami państwa, wsławił się jednak jako protektor kultury i nauki. Na jego dworze działali astronomowie Tycho Brahe i Jan Kepler. Rudolf kolekcjonował też dzieła sztuki. Z czasem stawał się coraz bardziej bierny wobec wydarzeń politycznych i tracił kontrolę nad sytuacją, zwłaszcza na froncie tureckim. W kwietniu 1606 roku członkowie rodziny Habsburgów zadecydowali o przekazaniu władzy na Węgrzech bratu Rudolfa, Maciejowi. W 1608 roku Maciej, mając poparcie stanów austriackich, wymógł na Rudolfie przejęcie władzy także w Austrii i na Morawach oraz pozwolenie na koronację królewską na Węgrzech (traktat w Lieben, 25 czerwca 1608). W 1611 roku Maciej koronował się na króla Czech, a Rudolf, pozbawiony wpływu na politykę, pozostał jedynie formalnie cesarzem rzymskim.
Od 1583 roku rezydował w Pradze i został pochowany w Katedrze św. Wita.

## Pełna tytulatura
Rudolf, z Bożej łaski uświęcony i wybrany cesarz rzymski, po wieki August, król Niemiec, Węgier, Czech, Dalmacji, Chorwacji, Slawonii, etc. etc. arcyksiążę Austrii, książę Burgundii, Brabancji, Styrii, Karyntii, Karnioli, margrabia Moraw, książę Luksemburga, Górnego i Dolnego Śląska, Wirtembergii, Teck etc. książę Szwabii, hrabia Habsburga, Tyrolu, Ferreti, Kyburga, Gorycji etc. landgraf Alzacji, margrabia Świętego Cesarstwa Rzymskiego, Burgau, Górnych i Dolnych Łużyc etc. pan Marchii Wendyjskiej, Salin, Port Naon etc. etc.

## Genealogia
| Prapradziadkowie                            | król Polski Kazimierz IV Jagiellończyk (1427-1492) ∞1436 Elżbieta Habsburg (1436-1505)            | Gaston II de Foix-Candale (-1500) ∞1469 Katarzyna de Foix (-1494)                                 | cesarz rzymski Maksymilian I Habsburg (1459-1519) ∞1477 Maria Burgundzka (1457-1482) | cesarz rzymski Maksymilian I Habsburg (1459-1519) ∞1477 Maria Burgundzka (1457-1482) | król Hiszpanii i Aragonii Ferdynand II Katolicki (1452-1516) ∞1469 Izabela I Katolicka (1451-1504) | król Hiszpanii i Aragonii Ferdynand II Katolicki (1452-1516) ∞1469 Izabela I Katolicka (1451-1504) | król Hiszpanii i Aragonii Ferdynand II Katolicki (1452-1516) ∞1469 Izabela I Katolicka (1451-1504) | Ferdynand Aviz (1433-1470) ∞1447 Beatrycze Aviz (1430-1506)                         |
| Pradziadkowie                               | król Czech i Węgier Władysław II Jagiellończyk (1456-1516) ∞1502 Anna de Foix-Candale (1484-1506) | król Czech i Węgier Władysław II Jagiellończyk (1456-1516) ∞1502 Anna de Foix-Candale (1484-1506) | król Kastylii i Leónu Filip I Habsburg (1478-1506) ∞1496 Joanna Szalona (1479-1555)  | król Kastylii i Leónu Filip I Habsburg (1478-1506) ∞1496 Joanna Szalona (1479-1555)  | król Kastylii i Leónu Filip I Habsburg (1478-1506) ∞1496 Joanna Szalona (1479-1555)                | król Kastylii i Leónu Filip I Habsburg (1478-1506) ∞1496 Joanna Szalona (1479-1555)                | Maria Aragońska (1482-1517) ∞1500 król Portugalii Manuel I Aviz (1469-1521)                        | Maria Aragońska (1482-1517) ∞1500 król Portugalii Manuel I Aviz (1469-1521)         |
| Dziadkowie                                  | Anna Jagiellonka (1503-1547) ∞1521 cesarz rzymski Ferdynand I Habsburg (1503-1564)                | Anna Jagiellonka (1503-1547) ∞1521 cesarz rzymski Ferdynand I Habsburg (1503-1564)                | Anna Jagiellonka (1503-1547) ∞1521 cesarz rzymski Ferdynand I Habsburg (1503-1564)   | Anna Jagiellonka (1503-1547) ∞1521 cesarz rzymski Ferdynand I Habsburg (1503-1564)   | cesarz rzymski Karol V Habsburg (1500-1558) ∞1526 Izabela Aviz (1503-1539)                         | cesarz rzymski Karol V Habsburg (1500-1558) ∞1526 Izabela Aviz (1503-1539)                         | cesarz rzymski Karol V Habsburg (1500-1558) ∞1526 Izabela Aviz (1503-1539)                         | cesarz rzymski Karol V Habsburg (1500-1558) ∞1526 Izabela Aviz (1503-1539)          |
| Rodzice                                     | cesarz rzymski Maksymilian II Habsburg (1527-1576) ∞1548 Maria Habsburg (1528-1603)               | cesarz rzymski Maksymilian II Habsburg (1527-1576) ∞1548 Maria Habsburg (1528-1603)               | cesarz rzymski Maksymilian II Habsburg (1527-1576) ∞1548 Maria Habsburg (1528-1603)  | cesarz rzymski Maksymilian II Habsburg (1527-1576) ∞1548 Maria Habsburg (1528-1603)  | cesarz rzymski Maksymilian II Habsburg (1527-1576) ∞1548 Maria Habsburg (1528-1603)                | cesarz rzymski Maksymilian II Habsburg (1527-1576) ∞1548 Maria Habsburg (1528-1603)                | cesarz rzymski Maksymilian II Habsburg (1527-1576) ∞1548 Maria Habsburg (1528-1603)                | cesarz rzymski Maksymilian II Habsburg (1527-1576) ∞1548 Maria Habsburg (1528-1603) |
| Rudolf Habsburg (1552-1612), cesarz rzymski |                                                                                                   |                                                                                                   |                                                                                      |                                                                                      | | | |                                                                                     |